# Deposito (diritto)
Il deposito, in diritto è un contratto mediante il quale una parte detta "depositario" riceve dall'altra, detta "deponente" (o depositante) una cosa mobile con l'obbligo di custodirla e restituirla in natura.

## Storia
La prima tutela giudiziaria del contratto di deposito risale al diritto romano e precisamente al periodo preclassico allorché il praetor concesse nell'ambito della sua iurisdictio un'actio depositi in factum (e più tardi un'actio depositi in ius) per tutelare il proprietario di un bene mobile il quale avesse affidato la detenzione del bene ad un altro soggetto, nel caso in cui il depositario non restituiva il bene mobile alla richiesta del depositante. Vi furono fattispecie in cui, però, il depositario durante il periodo di deposito, andava incontro a spese indispensabili per la conservazione della res (ad esempio nel caso in cui si trattasse di un animale) o altre spese necessarie all'adempimento dell'obbligazione (p.es. spese di trasporto), o ancora, ricevesse danni dalla cosa depositata, in questo caso, il depositario poteva far valere l'obbligo di risarcimento nei confronti del depositante, tramite il ius retentionis, cioè, il diritto di tenere la cosa finché il depositante non avesse adempiuto. Il depositario non era inoltre responsabile del perimento della res dovuto a causa di forza maggiore, non risponderà neanche nell'ipotesi in cui essa venga danneggiata o rubata da terzi. L'impossibilità della restituzione sarà quindi in queste ipotesi a carico del depositante, il quale potrà esperire direttamente l'actio furti (Gai. 3,207) o l'actio legis Aquiliae (per il danno iniura datum) contro l'autore dell'illecito.

## Descrizione
La causa del deposito consiste, pertanto, nell'assicurare la custodia della cosa; al depositario non passa la proprietà (diritto) né il possesso di essa: egli la detiene soltanto, nell'interesse del depositante, e non può disporne né servirsene senza il consenso di quest'ultimo.
Si pensi, ad esempio, al caso di chi affidi in custodia la propria valigia al deposito bagagli di una stazione ferroviaria o di chi lascia la propria automobile in un parcheggio custodito.

## Obbligazioni delle parti
Nell'ordinamento italiano, secondo quanto disposto dall'articolo 1767 del Codice Civile, il deposito si presume gratuito, salvo quindi una diversa volontà delle parti. Le principali obbligazioni del depositario sono le seguenti:
- custodire la cosa secondo la diligenza del buon padre di famiglia; ma, se il deposito è gratuito, un'eventuale responsabilità per colpa è valutata con minore severità;
- non servirsi della cosa depositata;
- restituire il bene in ogni momento in cui il depositante la richieda; d'altro canto però, il depositario può domandare in qualunque tempo di essere liberato dall'obbligo della custodia salvo che sia stato convenuto un termine nell'interesse del depositante;
- restituire i frutti della cosa eventualmente percepiti
- denunziare immediatamente il deposito fatto presso di sé, se scopre che la cosa proviene da un reato e gli è nota la persona al quale è stato sottratto
- •	denunziare immediatamente al depositante la perdita della detenzione in conseguenza di un fatto a lui non imputabile;

Le principali obbligazioni del deponente sono:
- rimborsare il depositario delle spese fatte per conservare la cosa;
- ritirare la cosa depositata, a richiesta del depositario;
- pagare l'eventuale compenso pattuito;
- pagare le spese necessarie per la restituzione della cosa